# 川下大洋
川下 大洋（かわした たいよう、1958年7月3日 - ）は、俳優、ナレーター、劇作家、演出家。演劇集団「Piper」および「大田王」のメンバー。2023年からフリーランス。（旧所属事務所は吉本興業／Showtitle）
別名ドナインシタイン博士。旧芸名ははりけーん・ばんび。愛称は「ハカセ (Doc)」、「大洋さん」。

## 来歴・人物
長崎県長崎市出身。ラ・サール中学校・高等学校を経て、1983年に京都大学理学部を卒業。1978年から劇団そとばこまちに所属し、はりけーん・ばんびの名前で辰巳琢郎（当時 つみつくろう）・上海太郎・生瀬勝久（当時 槍魔栗三助）・山西惇らと共に活動、50数本の公演に出演した。
1988年に退団後、芸名を本名の「川下大洋」に改め、芝居バンドでのライブ活動や劇団MOTHER、笑殺軍団リリパットアーミー、劇団M.O.Pなどの劇団への客演を経て1997年には劇作家・演出家の後藤ひろひとと「Piper」を結成、翌98年より吉本興業所属となる。またドナイシタイン博士の名も持ち、「世紀末学会」という演劇をベースにしたバラエティ公演を開催、後に「ひみつ学会」、現在は「禁断カフェ」として開催している。1996年より三上市朗と「田王」を結成、さらに後藤ひろひとを加えて「大田王」としコント公演を行う。2001年より「川下大洋劇」「ゴーゴーハリケーン」の名でプロデュース公演も主宰。2013年に後藤ひろひと・森田展義（よしもと新喜劇）と共に即興劇ライブ「インプロビアス・バスターズ」「インプロマニア」を結成。また2012年から劇団そとばこまちと共同プロデュースで演劇公演やワークショップ活動をしていた。
1988年「週刊テレビ広辞苑」（読売テレビ）・2003年「発熱!猿人ショー」（朝日放送）ではいずれも出演の傍らコントを執筆、「ざまぁKANKAN!」でもクセのあるキャラクターで人気を呼び、ナレーションもしていた。またナレーターとして「クイズ!紳助くん」、「ウェークアップ」などに声の出演もしている。
1995年に結婚し、二児（女の子）の父である。

## 出演舞台

### そとばこまち時代
- 1978年「緑色のストッキング」
- 1979年「天才バカボンのパパなのだ」、「真夏の夜の夢」
- 1980年「ヨコハマるんるん/追いかけてたそがれ」、「十二夜」、「中華風倭人伝」
- 1981年「中華風倭人伝」「THE しばい PARTY」「いつも心に太陽を」「猿飛佐助」
- 1982年「明日に向かってすべれ！受験編」（オレンジ演劇祭）、「からさわぎ」、「オズの魔法使い」、「太陽のそばの十二月」
- 1983年「猿飛佐助」、「テンペスト」、「ストリッパー物語」
- 1984年「五線譜のうえの国」、「オズの魔法使い」、「今は昔、栄養映画館」、「2人だけのパーティ」、「仮免ロミオの大冒険」
- 1985年「ご主人はストレンジャー」、「オセロー」、「風のウィザード」、「お気に召すまま」
- 1986年「おかしな二人」、「アイスドールを追え！」、「ボギー！俺も男だ」
- 1987年「中華風倭人伝」、「今は昔、栄養映画館」、「真夏の夜の夢」、「メモリアルトライアングル」、「忠臣蔵」
- 1988年「五線譜のうえの国」

### DUMDUM団時代
- 1989年「Moonies」
- 1990年「ウキャキャッ。」、「ひみつのパパ」
- 1991年「ガールルル」、「HOT BUTTERED RUM」、「45回転の神さま (MOTHER)」

### フリー時代
- 1992年「MOTHER BOOTLEG#1」、「ベイビーさん（リリパットアーミー）」、「エンジェルアイズ（劇団M.O.P.）」、「ドナインシタイン博士の世紀末学会#1／童話問題」、「ドナインシタイン博士の世紀末学会#2／歩行者免許講習会」、「MOTHER BOOTLEG／MONOLOGUE」
- 1993年「フラクタルメモリー (MOTHER)」、「ドナインシタイン博士の世紀末学会#3 / じじい問題」、「ハードロックじじい（リリパットアーミー）」、ドナインシタイン博士の世紀末学会#4「イワザリー」
- 1994年「ドナインシタイン博士の世紀末学会SP／京都観光免許講習会」、「夏のランナー（劇団M.O.P.）」、「東京バナナ (MOTHER)」、「1862上海大冒険（劇団M.O.P.）」
- 1995年「12人のおかしな大阪人（G2プロデュース）」、「ラヴィアンローズスイート（劇団M.O.P.）」
- 1996年「びろ〜ん（遊気舎）」、「Only Me Nobody Else (MOTHER)」、「田王presents / Citizens of Planet Maurice」
- 1997年「12人の入りたいやつら（G2プロデュース）」

### Piper / 大田王時代
- 1997年「荒波次郎（ZUTISTEプロデュース）」、「じゃばら（遊気舎）」、「大田王presents#1 / Bugs in the Black Box」
- 1998年「ドナインシタイン博士の世紀末学会#5 / 大阪の歩き方」、「Piper#1 / Piper」、「止まれない12人（G2プロデュース）」
- 1999年「恐怖！スライムピープル襲来（スライムピープルプロデュース）」、「ドナインシタイン博士の世紀末学会#6／ハルマゲドンとかみなりどん」、「大田王presents#2／Mission Impatient」、「Piper#2／ニコラス・マクファーソン」、「よろしくキャノンボール（石原正一ショー）」
- 2000年「ドナインシタイン博士・最後の世紀末学会／大阪ロボットのつくり方」、「釣りチキなみえ（石原正一ショー）」
- 2001年「追悼、伝説の文豪・小林作造（王立劇場）」、「お祝い（ラックシステム）」、「川下大洋劇／エンゼルス」、「サム古賀ショー（王立劇場）」、「Pipeline／やすらぎの家」、「天才脚本家（G2プロデュース）」
- 2002年「川下大洋劇改め ゴーゴーハリケーン#2／ソフトマシーン」、「Piper#3／ホセ中村とギャッフンボーイズ※都合によりホセ中村は出演いたしません」、「荒波次郎（王立劇場）」
- 2003年「発熱！猿人ショー（O.A. 朝日放送）」、「ゴーストライター（G2プロデュース）」、「ゴーゴーハリケーン#3／パラレリ」、「Piper#4／スリーテナーズ」
- 2004年「ドナインシタイン博士のひみつ学会§1／動物のひみつ」、「発熱！猿人ショースペシャル（O.A. 朝日放送）」、「Piper#5スプーキーハウス」
- 2005年「ドナインシタイン博士のひみつ学会§2／ニッポンのひみつ」、「姫が愛したダニ小僧〜Princess and Danny Boy〜」、「ゴーゴーハリケーン#4／ハロルド」
- 2006年「ドナインシタイン博士のひみつ学会§3／初恋のひみつ」、「ニコラス・マクファーソン 奴らは彼を守れるか＋奴らは彼を殺せるか」、「王立劇場vol.5／The Worst of...」、「wat mayhem／パンク侍、斬られて候」、「ボボボーボ坊ちゃん（石原正一ショー）」
- 2007年「Piper#6／ひーはー」、「ドナインシタイン博士のひみつ学会§4／スイミンのひみつ」
- 2008年「Piper#7／ベントラー・ベントラー・ベントラー」
- 2009年「フェイクハート（京橋花月よる芝居）」、「悪いヒトたち。（伊藤えん魔プロデュース）」、「漂流教室（品川プリンスシアター）」、「ロボチチ（京橋花月よる芝居）」
- 2010年「Piper#8／THE LEFT STUFF」、「ローマの休日（梅田芸術劇場）」（声の出演）、「アリス in アンダーランド（京橋花月よる芝居劇団）」（作・演出）、「Magic Spell マジスペ！（よる芝居ガールズシアター）」（作）
- 2011年「Red Hot Chilli Pistols（ザ・プラン9）」、「アニマルズ（ドナ研・そとばこまちプロデュース）」（作・演出も）、「宇宙のファンタジー (NMS)」、「桃天紅 (wat mayhem)」、「悪役姉妹（スイス銀行）」、「爆弾とカフェ（タニマチ金魚）」（作・演出も）、「奴らはサンタじゃない（ザ・プラン9）」（作・演出も）
- 2012年「おりょう（劇団そとばこまち）」、「4（劇団そとばこまち）」（作・演出も）
- 2013年「のぶなが（劇団そとばこまち）」、「真夏の夜の夢（夏やすみ限定劇団ヤスミン）」（作・演出）
- 2014年「十二夜（ドナ研・そとばこまちプロデュース）」（作・演出も）、「ゆきむら（劇団そとばこまち）」、「ウィザウト・ジュリエット（夏やすみ限定劇団ヤスミン）」（作・演出）、「大田王 2014ジゴワット（大田王）」（作・演出も）、「極上文學 走れメロス」
- 2015年「月刊コント」、「こまち寄席」、「オズの魔法使い！？（一ヶ月限定劇団ハルヤスミン）」（作・演出）、「贋作写楽（劇団そとばこまち）」、「ウィザウト・ジュリエット（一ヶ月限定劇団ヤスミン）」（作・演出）、「ジョリー・ロジャー（伊藤えん魔プロデュース）」、「CREATIVE DIRECTOR (The Rob Carlton)」、「家族の家族〜きんのまどろみ（劇団925）」（作）
- 2016年「TOUCHABLES（メイシアター×ホルマリン兄弟）」、「浮世戯言歌劇 磯部磯兵衛物語〜浮世はつらいよ〜高尾山地獄修業編（劇団Patch）」、「だーてぃーびー（ABCホールプロデュース）」、「浮世戯言歌劇 磯部磯兵衛物語〜浮世はつらいよ〜天晴版（劇団Patch）」、「のぶなが（そとばこまち×よしもと）」、「Wilson Family (THE ROB CARLTON)」
- 2017年「ミュージカル しゃばけ (CLIE)」、「さよならサツキ（メイシアター）」、「LOVE火照る（ザ・プラン9）」、「バグリン・ファイブ (Doc&Heavy)」（作・演出も）、「刀剣乱舞〜ジョ伝 三つら星刀語り（マーベラス）」、「回文R-18コレクション 2017・冬（堕天使の会）」
- 2018年「マダム (THE ROB CARLTON)」、「DON'T CROSS 3 BEAMS（大田王）」、「ハイキュー!!最強の場所（ネルケ・プランニング）」
- 2019年「パフェ☆サンデー☆アラモード（となりの芝）」、「ハイキュー!!飛翔（ネルケ・プランニング）」、「回文R-18コレクション重陽のセック2019（堕天使の会）」
- 2020年「デスペアーズ（となりの芝）」「GOLDEN LICENCE TO KILL（大田王）」
- 2021年「ハイキュー!!頂の景色2（ネルケ・プランニング）」「十二人の怒れる男（メイシアター・プロデュース）」
- 2022年「真夏の夜の夢（dysmic）」「レッドビブス（京都地蔵盆フェスティバル）」「もっとよろしくキャノンボール22（石原正一ショー）」
- 2023年「十七歳の地図夫（石原正一ショー）」「いま、会いにゆきます（Sh!nkiяo）」「あなとうと（無名劇団）」
- 2024年「パンツ大作戦」「BURNS FAMILY（無名劇団）」[2]「真夏の夜の夢」
- 2025年「今は昔、栄養映画館（カワマツの劇）」（演出）[3]

## 現在の出演番組
- 「ウェークアップ」（読売テレビ 日本テレビ系列）ナレーション
- 「アポロアマチュアナイトジャパン」（フジテレビ）ナレーション

## 過去の出演番組
- 「おっと!モモンガ」月曜日（ラジオ大阪）
- 「もしかして花月」（ABCテレビ）
- 「心はいつもラムネ色」(NHK)
- 「グッド★コンビネーション」(NHK)
- 「週刊テレビ広辞苑」（読売テレビ）
- 「現代用語の基礎体力」（読売テレビ）構成・ナレーション
- 「ムイミダス」（読売テレビ）構成・ナレーション
- 「ざまぁKANKAN!」（読売テレビ）出演・構成・ナレーション
- 「その気! アルマジロ」（読売テレビ）出演・構成・ナレーション
- 「やる気! アルマジロ」（読売テレビ）出演・構成・ナレーション
- 「食卓の大冒険」（ABCテレビ）ナレーション
- 「合コン!合宿!解放区!」（ABCテレビ）出演・ナレーション
- 「探偵!ナイトスクープ」（ABCテレビ）ナレーション
- 「クイズ!紳助くん」（ABCテレビ）ナレーション
- 「超近未来遭遇!! どーなるスコープ」（読売テレビ）ナレーション
- 「紳助の人間マンダラ」（関西テレビ）ナレーション
- 「JAC851」(fm osaka)
- 「青春トライ'97」（ABCテレビ）企画・出演・ナレーション
- 「青春トライ'98」（ABCテレビ）企画・出演・ナレーション
- 「スタパー!!」（読売テレビ） ナレーション
- 「苺リリック」（読売テレビ） ナレーション
- 「天使のココロ」（読売テレビ） ナレーション
- 「僕の彼女にプレゼンします」（読売テレビ） ナレーション
- 「上沼鶴瓶あがってまーす！」（読売テレビ） ナレーション
- 「トミーズ・小枝の素敵なダーリン」（読売テレビ） ナレーション
- 「新層開店 Nuts Melon Show!」(e-radio)
- 「オール阪神・和泉修の行き当たりばったり釣り紀行」（ABCテレビ）ナレーション
- 「発熱!猿人ショー」（ABCテレビ）構成・出演・ナレーション
- 「青春アドベンチャー know〜知っている」(NHK FM)
- 「青春アドベンチャー DINER」(NHK FM)
- 「青春アドベンチャー F001号／白浜エネルギー作戦」(NHK FM)
- 「青春アドベンチャー 兵隊さんの時間」(NHK FM)
- 「青春アドベンチャー 笑う世紀末探偵」(NHK FM)
- 「青春アドベンチャー 90日の過ごし方〜マルオ・ラスト・デイズ〜」(NHK FM)
- 「新・ミナミの帝王」（関西テレビ）今野役
- 「淳の乾杯してみたっ!」（テレビ東京）ナレーション
- 「毒〈ポイズン〉」（読売テレビ 日本テレビ系列）ナレーション
- 「わっしょい!5up」（ABCテレビ）ナレーション
- 「ラブリー芸人家族」（ABCテレビ）ナレーション
- 「だんらん」（関西テレビ）北村役
- 「ほっとするわ」（関西テレビ）ナレーション
- 「パワー☆プリン」(TBS) ナレーション
- 「30日間実験バラエティー!ミソカネズミ」（ABCテレビ）ナレーション
- 「クイズプレゼンバラエティー Qさま!!」（テレビ朝日系列）出演
- 「パチの穴」（テレビ大阪）ナレーション
- 「感涙!よみがえりマイスター」(NHK) ナレーション
- 「ドキュメンタリーWAVE」(NHK) ナレーション
- 「キャスト」（朝日放送）ナレーション
- 「ガラスの地球を救えSP」（朝日放送）ナレーション
- 「暗躍!芸人ブローカー 〜テレビに出ない（秘）芸人密売所〜」（関西テレビ）ナレーション
- 「あさパラ!」SP（読売テレビ）ナレーション
- 「もうチョイ!かま天マーケット」（読売テレビ）ナレーション
- 「孫を訪ねて三千里」（関西テレビ）ナレーション
- 「質問王」（読売テレビ）ナレーション
- 「アナドレナイ」（読売テレビ）ナレーション
- 「OKKIRI」（読売テレビ）ナレーション
- 「マダアール」（朝日放送）ナレーション
- 「ジュニア高橋の 解禁！ウラあるある」（朝日放送）ナレーション
- 「千鳥のおもしろツライ話 買い取ります」（読売テレビ）ナレーション
- 「純愛ナイトクラブ　夜の愛之助」（毎日放送）ナレーション
- 「モモコ・ブラマヨの人類最強なにわのオカンティーチャー」（毎日放送）ナレーション
- 「さわがす人たち〜あの炎上の言い訳させてください」（関西テレビ）ナレーション
- 「ザ・ラストヒーロー ～ヘラクレスの掟」（東海テレビ）ナレーション
- 「博多華丸のもらい酒みなと旅」（テレビ東京）ナレーション
- 「エージェントWEST!」（朝日放送）ナレーション
- 「THE GREATEST SHOW-NEN」（朝日放送）脚本・演出・出演
- 「らんきんぐバカ」（読売テレビ）ナレーション

## 出演映画
- 「サマータイムマシン・ブルース（2005年）用務員役
- 「YOSHIMOTO DIRECTOR'S 100 スイッチ（2007年）環境大臣役
- 「ストリートファイター ザ・レジェンド・オブ・チュンリー（2009年）春麗の父シアン（声）役
- 「大怪獣バトル ウルトラ銀河伝説 THE MOVIE（2009年）暗黒星人シャプレー星人 (RB) （声）役
- 「板尾創路の脱獄王（2010年）看守役
- 「ウルトラマンゼロ THE MOVIE 超決戦!ベリアル銀河帝国（2010年）暗黒参謀ダークゴーネ（声）役
- 「月光ノ仮面（2012年）寄席小屋の席亭役
- 「げんげ（2013年）カメラマン役
- 「ちょっと今から仕事やめてくる（2017年）旅行代理店社員
- 「みとりし」（2018年）上司役
- 「笑えば」（2020年）斎藤至役
- 「アフリカン・カンフー・ナチス」（2021年）酔拳マスター（声）役
- 「ボンバイエ」（2022年）バク役

## 出演ゲーム
- SPEC〜干（2013年）"野良犬"役

## NETCM
- 大和大学ナレーション
- くら寿司ナレーション

## TVCM
- 任天堂ファミリーコンピュータ ディスクシステム「バレーボール」「プロレス」「新鬼ヶ島」「ゴルフ」出演
- 大阪第一食糧（タワラ印）出演
- 大阪ガス出演
- ベビースターナレーション
- 大塚化学ナレーション
- アサヒビールナレーション
- 阪神住建ナレーション
- 関西電力ナレーション
- 日立ナレーション
- 阪急電車ナレーション
- JTBナレーション
- 3M出演
- P&Gナレーション
- アート引越センターナレーション
- 南海電車ナレーション
- UHA味覚糖ナレーション

## ラジオCM
- 武田薬品工業・アリナミンV
- フリスキーモンプチ
- オッペン化粧品
- JR東海
- JR西日本
- JR九州
- 宝酒造
- エミネント
- イシダ
- NTT Docomo
- ネスカフェ
- 花王・バブ
- au
- サントリー
- FM COCOLO

## VP
- アキュビュー
- 山善
- JAL
- 堀場製作所
- 昭和住宅

## 映像作品
- 「イノセンティ」（2022年）脚本・監督
- 「コンセンティ」（2022年）脚本・監督